# Organic Syntheses
Organic Syntheses es una publicación científica que desde 1921 ha provisto a la comunidad química con colecciones anuales de procedimientos detallados y revisados para la síntesis química de compuestos orgánicos. La revista tiene una reputación sólida porque cada contribución es revisada independientemente por otros químicos.

## Historia
Organic Syntheses inició su historia en 1914 cuando, debido a la I Guerra Mundial, los Estados Unidos perdió mucho de su suministro químico de Europa, el mismo que necesitaba para investigación química. En respuesta, la University of Illinois at Urbana-Champaign inició sus summer preps (preparatorias de verano) en la que los estudiantes trabajaron en mejorar métodos de síntesis para investigación de químicos. Un ejemplo de químicos muy necesitados eran los tintes para sensibilizar películas fotográficas. Los esfuerzos en investigación en este campo motivaron el inicio de la División de Químicos Orgánicos en la Eastman Kodak. Las preparatorias de verano también contribuyeron al esfuerzo de la guerra en la II Guerra Mundial, pero fueron descontinuadas en 1950 debido a que, para entonces, se había establecido una infraestructura en las compañías químicas que les permitía su propia investigación. En todos estos años, los procedimientos de síntesis fueron registrados por los estudiantes de la preparatoria de verano, y fueron publicados inicialmente como panfletos entre 1919 y 1921, y luego como Organic Syntheses, empezando en 1921. Para entonces, también se hacían contribuciones desde laboratorios industriales y otros laboratorios de universidades. En 1998, el Board of Directors decidió colocar los volúmenes pasados y futuros de Organic Syntheses en la Internet, con acceso libre para todos.
- Datos: Q727177